# Kazimierz Jabłczyński
Kazimierz Stanisław Jabłczyński (ur. 25 marca 1869 w Warszawie, zm. 12 października 1944 w Milanówku) – polski fizykochemik.

## Życiorys
Rodzina Jabłczyńskich pochodziła ze wsi Nowosiółki w guberni mińskiej, gdzie posiadała niewielki majątek ziemski. W 1863 Michał Jabłczyński (zm. 1883) i Emilia Zofia Laube, zawarli związek małżeński w warszawskim kościele Św. Krzyża. Ojciec posiadał fabrykę wyrobów gipsowych, mieszczącej się w Warszawie przy ul. Długiej.
Kazimierz ukończył szkołę średnią w Warszawie, ale nie przystępował tu do matury, lecz wyjechał do Szwajcarii i po zdaniu egzaminu państwowego zapisał się na Wydział Chemiczny Politechniki w Zurychu. W latach 1889–1892 studiował na Politechnice w Zurychu. Uzyskiwał znakomite wyniki, najniższą oceną, jaką w tym czasie otrzymał, było +4 a z kilku przedmiotów miał nawet 6. Od 1901 wraz z Bronisławem Znatowiczem redagował "Chemika Polskiego" W 1905 wstąpił do Polskiej Partii Socjalistycznej, jedynego ugrupowania, o którym wiedział, że ma w swym programie walkę o suwerenność Polski. Włączył się w działalność konspiracyjną. Szybko niestety zapłacił za to dwoma miesiącami więzienia. Wyszedł na wolność 1 kwietnia 1906. W grudniu 1906 ostrzeżony przed groźbą ponownego aresztowania, wyjechał za granicę do Heidelbergu gdzie na uniwersytecie podjął dalsze studia. Doktorat obronił 26 marca 1908 we Fryburgu. Podjął we Fryburgu także współpracę, która trwała do 1911 w spółce kierowanej przez Ignacego Mościckiego. W latach 1912–1915 zatrudniony był jako asystent na Uniwersytecie w Bazylei. W listopadzie 1915 został powołany na stanowisko kierownika Zakładu Chemii oraz wykładowcę chemii  organicznej i nieorganicznej Uniwersytetu Warszawskiego. Wykładał chemię na Uniwersytecie Warszawskim nieprzerwanie przez 24 lata,
aż do momentu przejścia na emeryturę, co zgodnie z obowiązującą wówczas ustawą miało nastąpić 1 września 1939. W 1924 został mianowany profesorem zwyczajnym. Był także wykładowcą w Towarzystwie Kursów Naukowych oraz jeden z założycieli Wolnej Wszechnicy w Warszawie. Prowadził badania dotyczące koloidów, elektrochemii, fotochemii oraz kinetyki chemicznej.  W kwietniu 1938 otrzymał brązowy medal „Za długoletnią służbę”, a nieco później medal srebrny. 11 listopada 1938 odznaczony został Krzyżem Komandorskim Orderu Odrodzenia Polski. Czas wojny i niemieckiej okupacji spędził w Warszawie. Źle znosił ciężką okupacyjną atmosferę, terror, bezczynność. Opiekowała się nim i wspierała córka Hanna Jędrzejewska wówczas studentka chemii później konserwatorem zabytków. Powstanie przeżyli w Warszawie, a potem z niedobitkami wysiedlonej ludności przeszli obóz w Pruszkowie. Później udali się do Brwinowa, na stacji w Milanówku zepchnięty przez niemieckiego żołnierza upadł na stopnie pociągu i stracił przytomność. Nie udało się go już uratować. Zmarł na peronie, 13 października 1944 został pochowany na miejscowym cmentarzu.